# Arsen Bauk
Arsen Bauk (Supetar, 7. veljače 1973.) je hrvatski političar koji je služio kao ministar uprave u vladi Zorana Milanovića od 2011. do 2016. godine. Član je Socijaldemokratske partije Hrvatske. Zastupnik je u Hrvatskom saboru od 6. do 11. saziva.